# Vue (arts plastiques)
Pour les articles homonymes, voir Vue (homonymie).

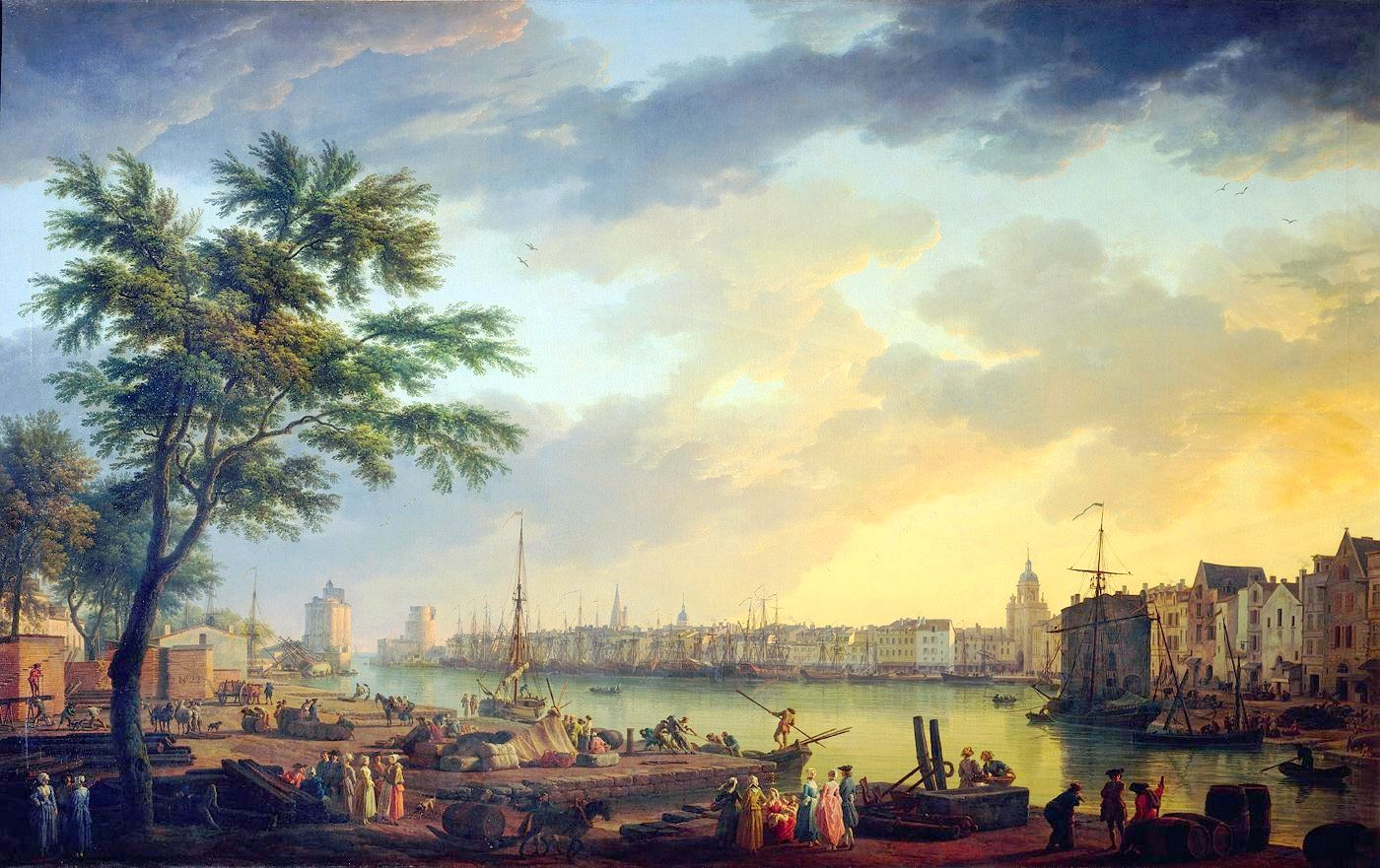
Vue du port de La Rochelle, prise de la petite Rive, de Claude Joseph Vernet (1762).

Dans les arts visuels une vue, ou vue topographique, est une peinture, une gravure, un dessin ou une photographie qui représente un paysage vu depuis un endroit déterminé. De très nombreuses peintures s'intitulent Vue de...
Au XIXe siècle, les illustrations des Voyages pittoresques, albums de lithographies accompagnées de textes, comme la collection des Voyages pittoresques et romantiques dans l'ancienne France, sous la direction du baron Taylor et de Charles Nodier, sont principalement des vues des lieux décrits et des scènes de genre représentant des habitants typiques. À la même époque on a construit des panoramas où la vue, rendue plus réaliste par des premiers plans en relief, s'étendait dans toutes les directions horizontales.
Une carte postale est souvent une « vue de... » ou un « souvenir de... ».

## Tradition artistique
La peinture de paysage se développe en premier comme une extension de la peinture allégorique. Les premières représentations d'un milieu ambiant soutiennent un propos moral (Allégorie et effets du Bon et du Mauvais Gouvernement) ou une anecdote sur un saint (Patinier). Cette pratique aboutit au paysage composé, qui donne une synthèse visuelle de la contrée décrite, en agglomérant, dans une composition, des éléments qui s'y trouvent disposés autrement. Cette façon de faire répond à l'anecdote qui relate que Zeuxis aurait compilé, pour son œuvre, le plus beau de plusieurs jeunes femmes. À partir de la Renaissance, les artistes commencent à valoriser la représentation fidèle des choses et des gens. Cependant, dans l'échelle des valeurs classiques, la composition se place au plus haut degré. Les artistes qui font « de simples vues » ne parviennent pas au degré supérieur de la hiérarchie.
La peinture hollandaise échappe à ces classements, et produit beaucoup de Vues.
Le courant artistique du XVIIIe siècle italien appelé Védutisme se compose d'artistes spécialistes des vues urbaines (veduta en italien). Ces œuvres sont souvent réalisées avec l'aide de la chambre noire, qui ne fait pas disparaître l'intervention de l'artiste, mais conforme la composition à la disposition des lieux depuis un certain point de vue.
En déplaçant la valeur de l'œuvre de la conception intellectuelle et morale à la finesse de perception, les peintres de la fin du XIXe siècle concentrent leur effort sur des éléments moins topographiques, comme la lumière. Même en peignant en plein air, face au paysage, ils s'intéressent plus au motif, à la forme abstraite, qu'à la présentation d'un lieu « pittoresque » (au sens moderne). Un peintre comme Charles-François Daubigny ne parvint pas à la même reconnaissance que les Impresssionnistes parce que selon Kenneth Clark, « il voua sa vie à la vision naturelle du paysage. Il n'en fit pas un moyen d'expression personnelle [mais] aussi doué et honorable qu'il ait été, la vision naturelle est trop souvent la vision commune ».
La photographie de carte postale ou de revue illustrée et la photographie d'amateur des touristes remplissent la fonction descriptive d'un lieu dès le début du XXe siècle. 

## Usage technique
Lorsqu'une œuvre est encadrée, une petite partie en est souvent occultée. La partie visible s'appelle vue du cadre. Un cadre qui ne cache rien de l'œuvre se dit à pleine vue. 
En dessin technique comme en architecture, on emploie le mot vue pour indiquer par un complément la position de l'observation par rapport à l'objet : vue en élévation, vue de face ou frontale, vue de droite, etc.